# Je veux le monde
Singles de 1789 : Les Amants de la Bastille - Nathalia
Pour la peine
(2012)
Pistes de 1789 : Les Amants de la Bastille
Hey ha Ça ira mon amour
Je veux le monde est une chanson de la comédie musicale 1789 : Les Amants de la Bastille, interprétée par Nathalia, sortie le 2 juillet 2012. Composée par Rod Janois, William Rousseau, Jean-Pierre Pilot, Olivier Schultheis et Dove Attia et écrite par Vincent Baguian et Dove Attia, cette chanson sort en tant que troisième single. Le single se classe dans 2 hit-parades de pays différents en France et en Belgique (Wallonie).

## Liste des pistes
Promo - Digital
1. Je veux le monde - 3:18

## Classement par pays
| Classement (2011-2012)                  | Meilleure position |
| --------------------------------------- | ------------------ |
| France (SNEP)                           | 103                |
| Belgique (Wallonie Ultratop 50 Singles) | 7                  |